# 天海祐希・石田ゆり子のスナックあけぼの橋
『天海祐希・石田ゆり子のスナックあけぼの橋』（あまみゆうき・いしだゆりこのスナックあけぼのばし）は、フジテレビ系列にて2016年から不定期放送されたバラエティ番組並びに天海祐希と石田ゆり子の冠番組及びトークバラエティ番組及び特別番組。

## 概要
天海祐希がママ、石田ゆり子がチーママを務める架空のスナック店「スナックあけぼの橋」に昔なじみの客がお忍びで夜な夜な集まり、酒や手料理をお供にここだけの話や恋愛などのトークを展開する番組である。
また、天海・石田・ゲストがカラオケを熱唱するのが番組では毎回恒例で見どころの一つとなっている。
天海と石田がそれぞれどちらも自身初となるMCを務める番組でもある。
余談だが曙橋はフジテレビ旧社屋（河田町）の近くに存在する橋であり、それから転じた地域名でもある（曙橋駅も参照）。

## 放送データ一覧
| 回数  | 放送日                   | 放送時間（JST） |
| ----- | ------------------------ | --------------- |
| 第1回 | 2016年9月29日（木曜日）  | 22:00 - 23:24   |
| 第2回 | 2017年4月12日（水曜日）  | 22:00 - 23:24   |
| 第3回 | 2018年1月5日（金曜日）   | 22:00 - 22:56   |
| 第4回 | 2019年10月16日（水曜日） | 22:00 - 23:34   |
| 第5回 | 2024年12月23日（月曜日） | 23:00 - 23:59   |

## 出演者

### MC
- 天海祐希（ママ）
- 石田ゆり子（チーママ）

## ゲスト
第1回
- 佐々木蔵之介
- 速水もこみち
- マツコ・デラックス
- 玉木宏

第2回
- 浦井健治
- 小栗旬
- 鈴木浩介
- 滝藤賢一
- 田中哲司
- 西島秀俊
- 平山浩行
- JUJU
- 友近
- 飯尾和樹（ずん）
- 三谷幸喜

第3回
- 蒼井優
- 福山雅治
- 松山ケンイチ
- リリー・フランキー
- 飯尾和樹（ずん）
- 岩井ジョニ男（イワイガワ）
- 友近

第4回
- 吉永小百合
- ムロツヨシ
- 大東駿介
- 高良健吾
- 山崎育三郎
- 飯尾和樹（ずん）

第5回
- 飯尾和樹（ずん）
- 友近
- 島田珠代
- 香取慎吾
- 斉藤和義
- 鈴木雅之

## スタッフ
第5回（2024年12月23日放送分）
- ナレーター：小林克也
- 構成：渡辺健久
- TP：辻本豊
- TD/SW：長尾康平（第4回 - ）
- CAM：今井健一
- AUD：佐藤博隆
- VE：皆本翔太（第1回 - 3回・5回）
- PA：築館幸宣（サンフォニックス、第5回）
- LD：穴田建二
- 美術制作：副島翔太郎
- アートコーディネーター：林勇（第4回まで美術進行）
- デザイン：小濵まほろ
- CGデザイン：木本禎子
- アクリル装飾：伊藤幸枝
- 生花装飾︰荒川直史
- 植木装飾：後藤健
- メイク：山田かつら
- 大道具：松本達也
- 電飾：斉藤麻依
- 装飾：百瀬貴弥
- 持道具︰土屋洋子
- 衣裳︰岡田夏海
- フードコーディネーター︰廣瀬綾子（第5回）
- 編集：井上真一
- MA：足達健太郎
- 音効：松下俊彦（RABBIT MOON OFFICE）
- 広報：為永佐知男（第5回）
- TK：松下絵里
- デスク：石川菜摘（第5回）
- Special Thanks：加茂裕治（第1・4回 - 、第2回は差し入れ）
- 技術協力：fmt、マルチバックス、Eno STUDIO、casinodrive（マルチバックス以降→第4回）
- 美術協力︰フジアール（第5回、第4回は技術協力）
- 音源提供：JOYSOUND（第1・2・4回 - 、第3回は音源協力）
- AD︰赤岩彩花、陶守美琴、手塚美帆、浅谷梨帆、大越達也（共に第5回）
- FD：藤本大介（第5回）
- AP：渡邊幸子（第4回 - ）
- プロデューサー：高橋味楓
- 演出・チーフプロデューサー：渡邊俊介（第3・5回、第1・2・4回は演出のみ）
- 制作：フジテレビ編成総局バラエティ制作局バラエティ制作センター（第5回、第3回は編成局制作センター第二制作室、第4回は編成制作局制作センター第二制作室）
- 制作著作：フジテレビ

### 過去のスタッフ
- TD/SW：松井光太郎（第1 - 3回）
- VE：青野敬大
- PA：山崎源太（第1回）、長谷川大輔（第2・3回）、溝口賢蔵（第4回）（共にサンフォニックス）
- 美術デザイン：邨山直也
- フードコーディネーター：小菅貴子
- 大道具：山本和成
- 電飾：齋藤誠二
- 装飾：門間誠
- アクリル装飾：斉藤祐介
- 協力
  - 第2回：「復活の日」©KADOKAWA1980、ワーナーミュージック・ジャパン、イワイサンプル
  - 第3回：「戦国自衛隊」©KADOKAWA1979、ユニバーサルミュージック
  - 第4回：ベースボールマガジン社
- 技術協力：IMAGICA（第1 - 3回）
- 広報：山本麻祐子（第1 - 3回）、藏内彩季子（第4回）
- デスク：吉川千尋（第1・2回）、筒井さより（第3回）、波多野有香（第4回）
- AD：大山琢也、境祐亮（大山・境→第1・2回）、七十苅汐里、本田芽里那（七十苅・本田→第3回）
- FD：楠田健太（第1 - 3回）、宇野慎也（第4回）